# Geophilus crenulatus
Geophilus crenulatus är en mångfotingart som beskrevs av Filippo Silvestri 1936. Geophilus crenulatus ingår i släktet Geophilus och familjen storjordkrypare. Inga underarter finns listade i Catalogue of Life.